# Louis Rollin (médecin)
Pour les articles homonymes, voir Louis Rollin et Rollin.
Louis Rollin, né à Paris le 13 avril 1887 et décédé à Papeete le 5 juillet 1972, est un médecin, administrateur colonial et militaire français.

## Biographie
Né dans le 13e arrondissement de Paris, Louis Rollin étudie à la faculté de médecine de Paris. Après avoir pris part à la Première Guerre mondiale lors de laquelle il combat comme médecin auxiliaire sur la Marne, à Verdun, au Chemin des Dames, en Champagne et dans l’Oise, il obtient son doctorat en 1919.
Installé en Polynésie française l'année suivante, en juillet 1920, Rollin devient le médecin de la Compagnie Française des Phosphates de l’Océanie et s'installe à Makatea. En 1923, il s'installe aux îles Marquises et parvient rapidement à inverser la courbe démographique de l'archipel où les décès l'emportent sur les naissances, notamment en raison du très fort taux de mortalité infantile qu'il parvient à enrayer.
Il quitte les Marquises en 1930 et exerce successivement aux îles Sous-le-Vent, à Taravao et à Papeete.
En juin 1940, le docteur Rollin rallie la France libre et se porte volontaire pour le corps expéditionnaire du Pacifique mené par le commandant Félix Broche, futur Bataillon du Pacifique. Promu médecin-capitaine, Rollin sert comme médecin militaire au Levant, d’abord comme médecin-chef du territoire Est Syrien puis à l’hôpital militaire de Damas. Il est finalement rapatrié pour raisons de santé et retrouve Tahiti le 23 août 1944.
Après son retour de la guerre, Louis Rollin continue à exercer au delà de son départ à la retraite. Il rencontre par ailleurs le général de Gaulle lors de sa visite à Tahiti en 1966.
Louis Rollin s'éteint à Papeete le 5 juillet 1972 des suites de la maladie de Parkinson. Il est inhumé au cimetière de l'Uranie.

## Hommages
L'hôpital de Nuku Hiva, aux îles Marquises, porte son nom.

## Décorations
- Commandeur de la Légion d'honneur
- Grand officier de l'ordre national du Mérite
- Médaille de la Résistance française
- Croix de guerre 1914–1918
- Croix de guerre des Théâtres d'opérations extérieurs
- Croix de guerre 1939–1945
- Médaille commémorative des services volontaires dans la France libre
- Médaille coloniale
- Médaille interalliée de la Victoire
- Médaille commémorative de la bataille de Verdun

## Liens
- Base Léonore
- Hommage au docteur Louis Rollin (1887-1972), blog 'Te Eo' (2016)
- Louis Rollin, la Polynésie, la guerre, blog 'La Pirogue et le Fusil' (2024)